# Liste der historischen Expeditionen nach Ägypten
Ägypten übt seit jeher auf die Menschheit eine ungeheure Faszination aus. Kulturschätze, geographische Besonderheiten und Gedächtnisorte mit unterschiedlicher Gruppenbezogenheit haben das Land am Nil, insbesondere seit Herodot, zu einem „Wunder- und Reiseland“ schlechthin gemacht. Dieser Artikel listet und beschreibt deshalb Historische Expeditionen nach Ägypten.
Ich gehe dazu über, ausführlich über Ägypten zu berichten, weil es sehr viele Merkwürdigkeiten aufweist und im Vergleich zu jedem anderen Land sich dort unbeschreiblich große Kunstwerke finden. Dies ist der Grund für die ausführlichere Darstellung (Herodot: Die Bücher der Geschichte I-IV. Übertragung, Einleitung und Anmerkungen von Walther Sontheimer. Stuttgart 1999, hier II, S. 79)

## Reisen nach Ägypten
Diese Sehnsucht nach Ägypten findet auch in der Odyssee ihren unverwechselbaren Ausdruck:
Dann packte mich das Verlangen, Schiffe mit göttergleichen Gefährten auszurüsten und nach Aigyptos zu fahren
...
Wir erreichten den herrlichen Strom Aigyptos am fünften Tage und legten in ihm vor Anker die doppelt geschweiften Schiffe.
...
Sieben Jahre verweilte ich dort und sammelte Schätze unter dem Volk der Aigypter; ein jeder ließ mich verdienen. 
(Homer: Odyssee, hrsg. von Dietrich Ebener, Bd. 2, Berlin und Weimar, 4. Aufl. 1992, XIV. Gesang, Vers 246ff., S. 219f.)
Seit Herodot reißt der Strom der Reisenden nach Ägypten nicht ab. Nach ihm kommen oder pilgern unzählige Scharen aus dem Abendland zum Land am Nil. Von einigen sind Reisebeschreibungen überliefert. Dank der Schriften der Antike – Herodot, Manetho, Diodor von Sizilien, Strabo, Plutarch, Ptolemäus und Plinius der Ältere haben mit ihren Schriften das Ägyptenbild des Abendlandes maßgeblich beeinflusst –, dank der Pilgerberichte des 1. Jahrtausends u. a. von Egeria (um 400), Hieronymus (404), Pilger von Piacenza (570), Arculf (um 680) oder Bernardus Monachus (865) und dank der Reiseschriften des Mittelalters, aber vor allem dank der Bibel gerät Ägypten im kollektiven Gedächtnis des Abendlandes niemals in Vergessenheit. Darüber hinaus ist Ägypten immer Thema in der Literatur gewesen, wie in der Historia von D. Johann Fausten, in der Continuatio von Grimmelshausens Simplicissimus, in Friedrich Schillers Gedicht Das verschleierte Bild zu Sais, in Novalis’ Lehrlinge zu Sais oder auch bei Karoline Günterode, Thomas Mann, Robert Musil, Rainer Maria Rilke und Ingeborg Bachmann, um nur einige Namen zu nennen.
Auch wenn D. Fausten Ägypten wegen seiner Größe und Hochkultur bereist, so weiß er jedoch auch zu berichten, dass im Paradies „die Vier wasser So auss dem Brunnen / der Mitten jm Paradeiß steet / entspringen / als Ganges oder Phison, Gion oder Nilus, Tigris vnnd Euphrates“. In diesen zwei Textstellen sind bereits zwei Komponenten der Erinnerung an Ägypten im Abendland angesprochen. Während die eine auf den Diskurs der Ägyptomanie, der Begeisterung für die ägyptische Kultur, verweist, ist die andere dem Diskurs der Bibel zugeordnet, den wir im Kontext der Pilgerfahrt zu den Heiligen Stätten antreffen.
Abgesehen von den nicht sehr zahlreichen Kriegsgefangenen und Sklaven waren die Motivationen der meisten Reisenden bis ins 18. Jahrhundert hinein dabei religiöser, kaufmännischer oder diplomatischer Natur. Der wissenschaftliche und der (abenteuerlich-)touristische Reisende gehören als neue Typen von Reisenden eher in die zweite Hälfte des 18. Jahrhunderts und beherrschen vor allem seit der zweiten Hälfte des 19. Jahrhunderts die Szene. Zu der neuen Gruppe der touristischen Reisenden können beispielsweise Ida von Hahn-Hahn und Fürst von Pückler-Muskau zugerechnet werden.
In der zweiten Hälfte des 18. Jahrhunderts erlebt die Rezeption Ägyptens in Europa ihre zweite Blüte – die erste findet in der Renaissance statt und ist u. a. mit Namen wie Athanasius Kircher und Hermes Trismegistos verbunden –, die ihren Ausdruck in den verschiedensten Kulturbereichen findet und die in der französischen Invasion Ägyptens 1798 gipfelt. Besonders mit der sog. ägyptischen Expedition der Franzosen gerät Ägypten wieder verstärkt in das europäische Bewusstsein. Und dank der fremdenfreundlichen Öffnungs- und Modernisierungspolitik Mohamed Alis und seiner Nachfolger rückt Ägypten näher an Europa und wird den Europäern zugänglicher als je zuvor.
Im Bezug auf den deutschsprachigen Kulturraum stellt diese Zeit den Anfang einer neuen Phase der gegenseitigen Beziehungen zwischen Deutschland und Ägypten dar, die bis heute dauern. In diesem Kontext repräsentiert der Reisebericht des deutschen Arabienforschers Carsten Niebuhr eine markante Zäsur. Die als dänische Arabienreise (1761–1767) bekannt gewordene Expedition bezeichnet den Beginn der wissenschaftlichen Reise in den Orient, und Niebuhrs Reisebeschreibung steht für den neuen Typus dieses wissenschaftlichen Reiseberichts. Der Hauptgrund der dänischen Arabienreise ist dabei weder diplomatischer noch wirtschaftlicher Natur, wie noch die Reise des Adam Olearius im 17. Jahrhundert, sondern im Mittelpunkt steht nun die wissenschaftliche Erkundung und Erschließung Arabiens, vor allem von Jemen.
Betrachtet man die Reisen eines Alexander von Humboldt oder eines Richard Lepsius, des Vaters der deutschen Ägyptologie, der zwischen 1842 und 1845 die erste preußische ägyptologische Expedition in Ägypten leitet und mit seinem Reisebericht das Ende des pseudowissenschaftlichen Interesses an Ägypten, also der phantastischen Ägyptomanie markiert, als wissenschaftliche Reisen, so ist Niebuhrs Arabienreise jedoch keine ‚rein’ wissenschaftliche Reise im eigentlichen Sinne, da sie noch im Dienste der kritischen Bibelexegese steht.
Die zweite Hälfte des 18. und die erste Hälfte des 19. Jahrhunderts stellen in den gegenseitigen Beziehungen zwischen Europa und Ägypten den wichtigsten Zeitabschnitt dar, in den die Neuentdeckung Ägyptens durch Deutsche und Europäer einerseits und der Anfang einer freundlichen sowie feindlichen Annäherung zwischen beiden Weltteilen andererseits fällt.

## Reisende aus dem deutschsprachigen Kulturraum
Vor allem ist es für die Nachwelt solche Reisende von Bedeutung, die Reiseberichte über ihre Reiseerlebnisse und -erfahrungen hinterlassen haben. 
1. Nur Reisende aus dem deutschsprachigen Kulturraum, die einen Reisebericht hinterlassen bzw. veröffentlicht haben
2. Und zeitlich nur bis zum Ende des 19. Jahrhunderts

### Vom Mittelalter bis 1499
- 1334–1336 Wilhelm von Boldensele
- 1336–1341 Ludolf von Sudheim (Ludolfus de Suchem)
- 1338–1350 Anonymus Coloniensis
- 1346 Rudolf von Frameynsberg
- 1346–1347 Jacobus von Verona [Bern]
- 1376–1377 Hans von Bodman
- 1377 Hertel von Lichtenstein (Leopold Stainreuter)
- 1385 Lorenz Egen
- 1385 Peter Sparnau
- 1394–1427 Johannes Schiltberger
- 1433–1434 Philipp von Katzenelnbogen (Erhard Wameszhafft)
- 1454–1459 Georg von Ehingen
- 1467–1468 Niklaus und Wilhelm von Diesbach (Hans von der Gruben)
- 1472–1480 Ulrich Leman
- 1479 D. J. Sebald
- 1479–1480 Hans Tucher
- 1481–1483 Paul Walther von Guglingen, O.F.M.
- 1483–1484 Bernhard von Breydenbach
- 1483–1484 Felix Fabri
- 1495–1496 Wolf von Zülnhart
- 1496–1499 Harff, Arnolf von Ritter
- 1498 Herzog Heinrich der Fromme von Sachsen (Stephan Baumgartner)

### Das 16. Jahrhundert
- 1507–1508 Georg von Gaming
- 1507–1508 Martin von Baumgartner auf Breitenbach
- 1544? Sebastian Münster (1488–1552 / Lit. / Weltbeschreibung / Cosmographia)
- 1565–1566 Christoph Fürer von Haimendorff (Ägypten / Sinai / Heiliges Land)
- 1565–1566 Johann Helffrich (Ägypten / Alexandria / Pilgerfahrt)
- 1579 Hans Jakob Breuning von Buchenbach
- 1598 Kryštof Harant z Polžic a Bezdružic (1564–1621 / Ägypten / Heiliges Land)

### Das 17. Jahrhundert
- 1605 Nicolaus Schmidt (von Dresden)
- 1606–1169 Johann Wild
- 1608 Bernard Walter von Waltersweil
- 1610 Michael Heberer, Johann Michael (Ägypten / Orient / Gefangenschaft)
- 1623 Heinrich Rantzau der Jüngere (1599–1674 / Heiliges Land / Ägypten / Konstantinopel)
- 1629 Hans Jakob Ammann (Österreich, Konstantinopel, Syrien, Jerusalem, Ägypten)
- 1630–1641 Georg Hieronymus Welsch
- 1634–1636 Georg Christoph von Neitzschitz (D 1600–1636 / Ägypten / Heiliges Land / u. a.)
- 1665 Christian von Wallsdorff
- 1668–1669 Franz Ferdinand von Troilo
- 1694 Otto Friedrich von der Groeben (D 1656–1728 / Ägypten / Goldküste / Guinea)

### Das 18. Jahrhundert
- 1737–1738 Korten (od. Korte), Jonas (D 1683–1747 / Pilgerfahrt / Ägypten, Libanon, Syrien)
- 1754 H. Löwenthal (Europa / Nordafrika)
- 1761–1767 Carsten Niebuhr (D 1733–1815 / Ägypten / Arabien / Indien / wissenschaftliche Reise / u. a.)
- 1789–1801 J. Antes
- 1791–1799 Theophil Friedrich Ehrmann (D 1762–1811 / Lit. / Reisesammlung 22 Bände / Afrika)
- 1797–1798 Friedrich Konrad Hornemann (D 1772–1800 / Ägypten / Afrika / Murzuk)
- 1798–1801 J. J. Ader (Ägypten / Feldzug / Bonaparte)

### Das 19. Jahrhundert
- um 1800 Joseph Freiherr von Hammer-Purgstall, Österreicher (Orient / Nordafrika)
- 1806 J. B. Kamjaschott (Ägypten / Syrien / Arabien)
- 1807 L. Eisenschmidt (Nordafrika)
- 1812–1817 Jean Louis Burckhardt, Schweizer 1784–1817; Ägypten & Arabien u. a.)
- 1813 Johann Heinrich Mayr, Schweizer, (Jerusalem / Libanon / Ägypten / Konstantinopel)
- 1815 Otto Friedrich von Richter, Deutscher 1791–1816 (Ägypten / Wallfahrt)
- 1817–1818 Eduard Rüppel (Ägypten / Expedition)
- 1820–1821 Heinrich Freiherr von Minutoli mit seiner Frau Wolfardine von Minutoli (Ägypten / Siwa / Expedition)
- 1820–1822 Jacob Berggren (Syrien / Ägypten / Palästina)
- 1820–1825 Christian Gottfried Ehrenberg und Wilhelm Friedrich Hemprich, Deutsche (Ägypten / Afrika)
- 1822 Gustav Parthey, Deutscher 1798–1872 (Ägypten / Levante)
- 1826–1829 Anton Prokesch von Osten, Österreicher 1795–1876 (Ägypten / Orient / Mohammed Ali / Diplomat)
- 1831–1834 Eduard Rüppel (Ägypten / Abyssinien / Nubien / Expedition)
- 1837–1838 Hermann Fürst von Pückler-Muskau (Ägypten und Sudan)
- 1842–1846 Königlich preußische Expedition nach Ägypten Richard Lepsius (Ägypten und Sudan)
- 1844–1845 Harald Bagge (Balkan, Naher Osten, Palästina, Ägypten und Nubien)
- 1847–1852 Johann Wilhelm von Müller und Alfred Brehm (Ägypten, Sinai und Sudan)
- 1850–1851 Wilhelm Gentz (Ägypten und Nubien)
- 1853–1854 und 1857–1858 Heinrich Brugsch
- 1866 Richard Lepsius (zweite Reise)
- 1881 Rudolf von Österreich-Ungarn, Ludwig Salvator von Österreich-Toskana und Franz von Pausinger (Ägypten / Palästina)
- 1888 Rudolf Virchow (Griechenland / Ägypten [Kairo / Kasr-Ibrim / Ballanye / Karnak / Medinet-el-Fayum])